# Giedra Radvilavičiūtė
Giedra Radvilavičiūtė-Subačienė (ur. 5 marca 1960 w Poniewieżu) – litewska pisarka, laureatka Europejskiej Nagrody Literackiej i Litewskiej Nagrody Państwowej.

## Życiorys
Uczęszczała do szkoły średniej w Poniewieżu, a w 1983 ukończyła lituanistykę na Uniwersytecie Wileńskim. Po studiach uczyła w szkole w rodzinnym regionie Litwy. W latach 1987–1994 pracowała jako dziennikarka w Wilnie. Jej pierwsze opowiadanie ukazało się w 1986 roku. W latach 1994–1998 mieszkała w Chicago, ze względu na pracę męża Giedriusa Subačiusa na Uniwersytecie Chicagowskim. Pierwsze eseje Radvilavičiūtė ukazały się w 1999 roku. Zdobyła uznanie krótkimi formami publikowanymi w periodyku „Šiaurės Atėnai”.
Jej zbiór opowiadań Dzisiaj śpię od ściany (2010) został w 2012 roku wyróżniony Europejską Nagrodą Literacką. Z kolei w 2015 roku otrzymała Litewską Nagrodę Państwową w Dziedzinie Literatury i Sztuki. Twórczość Radvilavičiūtė została przetłumaczona m.in. na język angielski, francuski, duński, rosyjski i niemiecki.
Mieszka w Wilnie.

## Twórczość
- 2002: Siužetą siūlau nušauti (z innymi autorami)
- 2004: Suplanuotos akimirkos
- 2010: Šiąnakt aš miegosiu prie sienos, pol.: Dzisiaj śpię od ściany. Małgorzata Gierałtowska (tłum.). Kolegium Europy Wschodniej, 2020. ISBN 978-83-7893-177-5. Brak numerów stron w książce
- 2018: Tekstų persekiojimas: Esė apie rašytojus ir žmones

Źródło.